# Belasco
Belasco es un supervillano ficticio del universo Marvel Comics. La primera aparición del personaje fue en Ka-Zar el Salvaje # 11; fue creado por Bruce Jones y Brent Anderson.

## Biografía ficticia del personaje
Belasco es un antiguo y malvado brujo que sirve a los Antiguos Dioses y quizás es más conocido por el secuestro de Illyana Rasputín.

### Primeros años
Las primeras referencias de Belasco son narradas por el poeta Dante, aunque hay una cierta controversia en cuanto a la veracidad de estas. Al parecer era un hechicero en el siglo XIII en Florencia, Italia, que utilizó su conocimiento de la alquimia y la magia negra para ponerse en contacto con los Antiguos Dioses (en realidad entidades demoníacas extradimensionales). Él forjó un pacto con ellos lo que les permitía cruzar la barrera a nuestra dimensión usando una disposición pentagonal de cinco Piedras de Sangre. A cambio, le fue concedida la inmortalidad y un inmenso poder místico. También se le otorgó una apariencia demoníaca pues tenía la intención de formar una nueva raza de demonios que habitaran la Tierra.
Con este fin, secuestró a Bice "Beatrice" dei Portinari, amada de Dante, para que diera a luz al primero de esta nueva raza. Huyó con ella a la isla Atlántida de Pangea, donde los Antiguos Dioses le mandan al Monte Flavio, donde el ritual de invocación podría tener lugar. Mientras, en el camino, Belasco viola a Beatriz estando ella de nueve meses de embarazo en el momento en que llegaron. Se embarcó hacia la isla, perseguido de cerca por Dante y llevó a Beatrice a una red de pasajes subterráneos diseñados para parecerse a los del Infierno. Dante los encontró justo a tiempo para presenciar como Beatrice moría en el parto y enfurecido, atacó al demonio. Durante la batalla una tubería fue golpeada accidentalmente, liberando un líquido desconocido que dejó a Belasco en animación suspendida. En algún punto de la isla, este también perdió el medallón que contenía las Piedras de Sangre.

### Historia moderna
En los últimos años, el volcán de la montaña se activa de nuevo, liberando a Belasco. Localiza rápidamente el medallón y encuentra un nuevo sacrificio, Shanna O'Hara. Él la pone bajo su control mental y comienza el hechizo. Busca convertir a Shanna en la madre de una raza demoníaca que él pudiera apadrinar. Sin embargo, el compañero de Shanna, Ka-Zar, aparece y lanza el medallón al volcán, confinando lejos a los Antiguos Dioses y aparentemente destruyendo a Belasco.
Sin embargo se encontrará atrapado en el Limbo, también llamado Otrolugar, donde pasa sus años conquistándolo. Una vez conseguido, llama a la joven Illyana Rasputin y la transporta al Limbo. Su intención es convertirla en su discípulo y utilizarla para abrir una puerta de entrada para los Antiguos Dioses. Los X-Men la siguen para salvarla. Debido a la curvatura del espacio y el tiempo en el Limbo, hay dos resultados alternativos pero igualmente válidos en el intento de rescate. En uno, los X-Men llevan a Illyana de vuelta a la Tierra pero se quedan atrapados en el Limbo y son asesinados uno a uno por Belasco y sus secuaces en el transcurso de varias décadas; en la otra, los X-Men escapan de vuelta a la Tierra y es Illyana la que queda atrapada. La convierte en su aprendiz en las artes oscuras, transformándola en una "bruja demonio." Él mediante la fuerza da forma a una parte de su alma en la primera Piedra de Sangre dándole un gran potencial sobre sus poderes permitiéndole estar por encima de ella para que voluntariamente creara una segunda piedra. Sin embargo, guiándose por los restantes X-Men en el Limbo, se rebela contra él echándolo de allí. Magik es más tarde depuesta como la gobernante del Limbo por el demonio S'ym.
Mientras seducía a Illyana, Belasco también intentó transformar a Ka-Zar y Shanna en demonios para ser padres de una nueva raza demoníaca. Él es aparentemente derrotado cuando Ka-Zar lo atraviesa con su propia espada. Belasco se revelará como el nuevo líder de la Gente Gato.
Belasco finalmente tomará el control del Limbo una vez más. El cultista "El Reverendo" adora a Belasco confundiéndolo con Lucifer. Belasco pretenderá acabar con la humanidad con El Reverendo como peón. Este es derrotado y asesinado por Punisher.
Belasco también se aliará con la amiga del Alpha Flight, Fuego Brujo, poniéndola en contra de su equipo al influir en su lado demoníaco. Ella finalmente volverá a su estado normal y regresa a Beta Flight, grupo de apoyo de Alpha Flight.
Más tarde, Belasco y el demonio del miedo D'Spayre competirán por corromper a Cable, el hijo de Madelyne Pryor, que había sido aliado de S'ym y N'astirh durante "Inferno". Belasco desterrará a D'Spayre y llevará a Cable y su aliado Lee Forrester al Limbo donde S'ym apartará de su camino al demonio y luchará contra Cable. Este ganará y él y Lee regresarán a la Tierra.
Finalmente fue revelado que la mejor amiga de Illyana, Kitty Pryde, había recibido la Espada de Alma de esta después de que muriera; al morir, había unido la espada a la propia esencia de Kitty. Después de que el equipo de Kitty, Excalibur, luchara contra varios buscadores de la espada, Rondador Nocturno le dará la espada a su novia Amanda Sefton. Ella entonces se la dará a su madre, Margali Szardos, quien a su vez será secuestrada por Belasco y llevada al Limbo. Rondador y Sefton la liberarán y esta se quedará en secreto la espada y adoptara el nombre en clave de Magik. Belasco y sus aliados los demonios N'Garai lucharán contra los X-Men de nuevo pero serán derrotados por la patrulla con la ayuda de la nueva Magik.

### Búsqueda de Magik
Rebajado a un nivel aún más bajo del Infierno por los decepcionados Dioses, Belasco utiliza la fuerza de vida de un demonio de bajo nivel para recuperar el acceso a la dimensión del Limbo. Una vez allí, se abrirá paso a través de los subordinados de Amanda Sefton antes de luchar contra la misma hechicera. A diferencia de su primera batalla, Belasco tendrá éxito y la expulsara convirtiéndose en el gobernante de esa dimensión una vez más. Tratando de descubrir si la primera Magik (Illyana Rasputín) estaba realmente muerta o simplemente oculta, convocará a los Nuevos X-Men porque sentía el olor de la Illyana de la Dinastía de M en ellos. Se puso de manifiesto que la fijación de Belasco en ella no es simplemente por sus poderes sino también porque se enamoró de ella. Finalmente será derrotado por la bruja con la ayuda de una cambiada Hada que lo apuñaló con una Daga del Destino. Ahora Magik será la nueva gobernante del Limbo ayudada por S'ym y N'astirh en la búsqueda de su alma.

## Poderes y habilidades
Belasco es uno de los hechiceros más poderosos de la Tierra y posee un amplio conocimiento de las artes místicas negras. Posee la habilidad de manipular las fuerzas de la magia con una variedad de efectos, incluyendo la capacidad de disparar rayos conmocionadores de energía mística, crear escudos de protección de la misma energía, transformar y transmutar la materia tanto la viva como la inanimada, viajar interdimensionalmente, disparar rayos místicos, controlar las mentes de los seres humanos y los animales y resucitar a los muertos bajo ciertas circunstancias. Tiene un conocimiento enciclopédico de la magia de una gran variedad de libros de hechizos ocultos que puede usar.
También fue agraciado por los Antiguos Dioses con la inmortalidad y un cierto grado de invulnerabilidad. Su forma demoníaca aparentemente le reporta un aumentó de la fuerza física ya que fue capaz de dominar sin esfuerzo a Ka-Zar con su único brazo sano y retorcerle la garganta utilizando su cola. Sin embargo su propia espada, que fue forjada por los mismos Dioses tiene el poder de hacerle daño. Fue esta la que le cortó su brazo derecho en circunstancias no reveladas.
Los poderes de Belasco de alguna manera están vinculados a los de Magik. Cuando se enfrentaron en una batalla en Otrolugar y Magik tomó en su forma de "Niña Oscura", Belasco regresó de forma simultánea a su forma humana, perdiendo en el proceso la mayor parte de su poder y su invulnerabilidad.
También ha llegado a poseer un amplio conocimiento de la avanzada tecnología que dejaron los atlantes en Pangea. Además es un espadachín y un estratega excepcional y fue visto blandiendo un hacha de batalla con gran habilidad.

## Otras versiones

### Universo X Belasco (Rondador Nocturno)
En la maxi-serie futurista Universo X de Jim Krueger y Alex Ross, Belasco es Rondador Nocturno de los X-Men, que tenía amnesia y había viajado en el tiempo.